# Love Cabungula
Arsénio Sebastião Cabungula, mais conhecido por Love, (Luanda, 14 de março de 1979) é um ex-futebolista angolano que jogava como avançado.

## Carreira
Entre 1999 e 2017, defendeu ASA, Primeiro de Agosto, Petro de Luanda, Kabuscorp, Recreativo da Caála e Sagrada Esperança. Foi o melhor marcador do Girabola por duas vezes, em 2004 e 2005. Já ganhou 3 edições do Girabola com o ASA.
Jogou ainda por seu país na Copa do Mundo FIFA de 2006, e representou o elenco dos Palancas Negras em 4 Copas Africanas (2006, 2008, 2010 e 2012
Entre 2017 e 2020, foi auxiliar-técnico das seleções Sub-17, Sub-20 e principal de Angola.

## Títulos
ASA
- Girabola: 2002, 2003, 2004
- Taça de Angola: 2005
- SuperTaça de Angola: 2003, 2004, 2005, 2006

Primeiro de Agosto
- Taça de Angola: 2009

Petro de Luanda
- Taça de Angola: 2012

Kabuscorp
- Girabola: 2013
- Taça de Angola: 2014

### Individuais
- Artilheiro do Girabola: 2004, 2005 (ambos pelo ASA) e 2011 (pelo Petro de Luanda)